# Les Couleurs de l'espoir
 (mai 2022).
Les Couleurs de l'espoir (Calling me Home) est une œuvre best-seller de romance parue le 12 février 2013 aux États-Unis et en février 2014 en France. Ce roman a été écrit par Julie Kibler et traduit de l'anglais par Michel de Lestang et Maud Ortalda.
Les couleurs de l'espoir sont l’œuvre de nombreuses louanges et ses droits ont notamment été rachetés par la compagnie Warner Bros.

## Résumé
Les Couleurs de l'espoir est une œuvre inspirée de l'histoire de la grand-mère de l'auteure. De fait, elle commence à rédiger son œuvre après avoir découvert le parcours de celle-ci : adolescente, sa grand-mère paternelle est tombée amoureuse d'un jeune homme noir, mais leurs familles se sont opposées à cette union qui était alors illégale.
Ainsi, Les Couleurs de l'espoir retrace l'histoire d'Isabelle McAllister, une vieille femme âgée de 89 ans. Cette dernière dévoile au lecteur peu à peu son passé au cours de son périple vers les funérailles de l'un de ses proches à Cincinnati dans l'Ohio. À ses côtés, Dorrie, une jeune femme Afro-Américaine ayant pour habitude de coiffer Isabelle, traverse elle-aussi de nombreuses péripéties au cours de son voyage : entre son fils, son petit-ami et son salon de coiffure, elle ne sait plus où donner de la tête.
Tout au long de ce voyage, pourtant, Dorrie va se passionner pour l'histoire de la vieille femme, qui bien que blanche, semble lui ressembler. En effet, si Isabelle est une femme blanche ayant grandi dans les quartiers huppés des États-Unis des années 1930, elle est aussi une femme tombée amoureuse d'un jeune homme noir alors que la ségrégation raciale sévit dans tout le pays.
C'est au travers de ce récit que les deux femmes se lient d'amitié et qu'un lien réel se tisse entre elles.

## Point sur l'autrice
Julie Kibler est une auteure vivant aux États-Unis. Il s'agit de l'autrice de deux romans à succès : Calling me Home puis Home for Erring and Outcast Girls traduit en français par La Maison des égarées plus récemment.
Elle a grandi dans différentes villes du Kentucky, du Nouveau Mexique, du Colorado et du Texas aux États-Unis. Elle déménage au Texas pour ses études et y reste car elle y trouve des personnes très accueillantes et amicales.
Julie Kibler possède un diplôme en anglais et en journalisme. Elle est également titulaire d'une maîtrise en bibliothéconomie.

## Personnages principaux
Isabelle McAllister
Isabelle est la principale protagoniste de notre récit.
Il s'agit d'une femme blanche et retraitée de 89 ans. Elle réside aux États-Unis et plus précisément dans la ville d'Arlington au Texas.
C'est son passé douloureux que le lecteur suit tout au long du roman. Elle raconte comment elle est tombée amoureuse du fils de sa gouvernante noire, comment ils se sont battus pour leur amour alors que la ségrégation raciale frappe le pays et que les Noirs ne sont pas autorisés après la tombée de la nuit mais aussi comment leur histoire d'amour s'achève.
Dorrie Curtis
Dorrie Curtis est une jeune femme et coiffeuse divorcée résidant dans la ville d'Arlington, au Texas. Elle est la coiffeuse d'Isabelle McAllister et va d'ailleurs accepter de l'accompagner et de la conduire à l'autre bout du pays, c'est-à-dire, à Cincinnati dans l'Ohio, pour des funérailles.
Elle est également l'une des protagonistes principales et le lecteur suit aussi son point de vue tout au long du récit. De fait, il apprend rapidement l'existence de ses enfants et plus précisément celle de son fils ainé. Celui-ci, alors que sa mère est loin de lui, apprend la grossesse indésirée de sa copine. Si tous deux souhaitent avoir recours à l'avortement, Dorrie est tout à fait contre puisqu'elle aussi, elle a eu son fils très tôt. Cette divergence d'opinion va mener son fils à faire des siennes.
En outre, le lecteur suit également la remise en question de Dorrie en ce qui concerne sa jeune relation avec son nouveau petit ami. C'est alors Isabelle qui va lui permettre d'avancer dans cette période de trouble.
Robert Prewitt
Robert Prewitt est le fils de la gouvernante noire d'Isabelle McAllister et de sa sœur.
Alors qu'il se destine à des études de médecine dans les années 1930, Robert se rapproche d'Isabelle à tel point qu'ils tombent amoureux l'un de l'autre. Cet amour va rapidement se révéler compliqué et plus encore, interdit. Dans le Kentucky, les mariages inter-raciaux sont prohibés et leurs familles respectives s'opposent à une telle union.
Si le lecteur ne suit pas directement son point de vue, il suit son histoire au travers du récit d'Isabelle et de son périple vers Cincinnati.

## Citations
- « Mon seul bonheur serait de joindre ma vie à la vôtre, même si le seul fait d’y penser me terrifie. Mais le mariage ne résoudrait pas par miracle la plupart des problèmes qu’un couple comme le nôtre devrait affronter, même à Cincinnati. Ce n’est pas parce que les lois y sont différentes que les gens le sont aussi. »
- « Le cœur est un hôte encombrant : ses caprices battent souvent en brèche les meilleurs arguments du sens commun. »
- « C’est curieux comme, quand les circonstances s’y prêtent, il nous arrive de nous faire un ami auquel nous avons aussitôt envie de parler de tout et de n’importe quoi. Et puis, le premier élan passé, on s’aperçoit que nous n’avons rien en commun. Avec d’autres, on croit d’abord qu’ils ne seront que de simples connaissances – nous sommes trop différents d’eux, n’est-ce pas ? C’est alors qu’on s’étonne de voir la relation durer, qu’on y prend du plaisir, que le mur d’indifférence derrière lequel on se croyait à l’abri s’effrite et finit par s’écrouler. On se rend compte que l’on connaît plus intimement cette personne qu’aucune autre et qu’une réelle et solide amitié s’est nouée. »
- « D'après ce que je voyais, aucune génération n'était plus futée que les précédentes[3]. »

## Adaptations et succès
- Les droits de l’œuvre Les Couleurs de l'espoir sont rachetés par la compagnie Warner Bros.
- Les Couleurs de l'espoir est une œuvre traduite dans 15 langues différentes dont l'espagnol et l'allemand.
- Un choix IndieNext List, Target Club Pick et Ladies' Home Journal Book Club Pick, publié en quinze langues[4].